# Islamia spirata
Globhydrobie de Besançon
Espèce
Islamia spirata, la Globhydrobie de Besançon, est une espèce de mollusques gastéropodes d'eau douce de la famille des Hydrobiidae.

## Répartition
La localité type de cette espèce cavernicole est la résurgence de Bléfond (sur la commune de Silley-Bléfond, département du Doubs, France).
La base de données française Silene nature mentionne quatre observations de cette espèce, dont la dernière remonte à 1993.

## Classification
Le nom valide complet (avec auteur) de ce taxon est Islamia spirata (R. Bernasconi (d), 1975).
L'espèce a été initialement classée dans le genre Hauffenia, et comme sous-espèce de Hauffenia minuta sous le protonyme Hauffenia minuta spirata R. Bernasconi, 1975.
Ce taxon porte en français le nom vernaculaire ou normalisé suivant : Globhydrobie de Besançon.
Islamia spirata a pour synonyme :
- Hauffenia minuta spirata R. Bernasconi, 1975

### Publication originale
- Reno Bernasconi, « Les Hydrobides (Mollusques gastéropodes) cavernicoles de Suisse et des régions limitrophes. V. Révision des Hauffenia Pollonera », Annales de Spéléologie, France, vol. 30, no 2,‎ 1975, p. 303-311 (ISSN 0003-4215).